# Last Chance U
Last Chance U es una serie de televisión producida y estrenada por Netflix. La primera temporada de seis episodios explora el programa de fútbol americano en East Mississippi Community College, que cuenta con varios atletas universitarios que han tenido problemas en sus vidas y han luchado por encontrar la estructura. Luego se requiere que los jugadores actúen a nivel de universidad junior (JUCO), bajo la dirección del entrenador Buddy Stephens, para probarse a sí mismos y regresar a la División I.
La segunda temporada de la serie regresó a Mississippi, pero pasó a Independence Community College en Kansas para la tercera temporada del programa, que se estrenó el 21 de julio de 2018. Esto fue seguido por un regreso a Independence para la cuarta temporada; debutó el 19 de julio de 2019. La última temporada tuvo lugar en Laney College en Oakland, California y se estrenó el 28 de julio de 2020. En 2020, se anunció que Courteney Cox produciría y protagonizaría un drama con guión basado en las dos primeras temporadas.

## Sinopsis
Las dos primeras temporadas se centran en todos los aspectos del programa de fútbol en East Mississippi Community College, uno de los programas de JUCO más exitosos del país. Los temas principales incluyen las luchas académicas de los actores, algunos de los cuales han venido de entornos gravemente desfavorecidos. Esto se compara con un tema general de "última oportunidad" de redención y mayoría de edad para el grupo de hombres que luchan por encontrar su lugar. La asesora académica del equipo Brittany Wagner ocupa un lugar destacado, ya que tiene la tarea de que todos los miembros del equipo se gradúen a tiempo. Las luchas del entrenador en jefe Buddy Stephens para controlar su temperamento también son un tema importante, que a menudo se yuxtapone con su devota fe cristiana que intenta impartir al equipo.

### Temporada 1
La equipo siguió a los Leones del EMCC durante su temporada 2015 mientras intentaban capturar su cuarto título nacional de JUCO. Mientras que el equipo parecía dominante durante gran parte del año, su temporada se descarriló después de que estallara una pelea durante su juego con Mississippi Delta. EMCC fue descalificado de los playoffs estatales y un posible puesto en el jugo del campeonato nacional

### Temporada 2
Netflix regresó a Scooba para seguir su temporada 2016. Una vez más, manteniendo aspiraciones al campeonato nacional, el equipo se enfrentó a un obstáculo importante en el sentido de que solo 32 de sus jugadores eran elegibles para su primer partido con Jones County Junior College debido a suspensiones relacionadas con la pelea de la temporada anterior. EMCC perdió ese partido, 27-25, su primera derrota por apertura de temporada desde 2010. Los Leones ganarían el resto de sus juegos, pero se quedaron fuera del juego del campeonato nacional cuando terminaron la temporada en el puesto número 3 en las encuestas.

### Temporada 3
A pesar de haber sido invitados de vuelta a EMCC para una tercera temporada, los productores decidieron trasladar el programa al Independence Community College de Kansa. La nueva ubicación es diferente en que ICC históricamente ha tenido expectativas mucho más bajas que EMCC; en 2016, terminó la temporada 5-4, su primera temporada ganadora en diez años. Los Piratas de la ICC tuvieron una campaña de reclutamiento muy exitosa para la temporada 2017, consiguiendo a muchos jugadores aclamados que comenzaron en las escuelas de la División I de la NCAA. Jeff Carpenter, la antigua Voz de los Piratas de Indy, ofrece la historia de fondo del equipo y la ciudad de Independence, KS.

### Temporada 4
La cuarta temporada continúa en Independence, donde el equipo no cumple con las altas expectativas de pretemporada, terminando 2-8. Después de la temporada, el entrenador Brown se ve obligado a renunciar por comentarios insensibles. La temporada recibió el Premio Emmy 2020 al Mejor Documental Deportivo Serealizado.

### Temporada 5
La quinta temporada tiene lugar en Oakland, California, en Laney College junto al entrenador de fútbol John Beam. Se estrenó en julio de 2020.

## Recepción
Jason Kirk de SB Nation le dio una crítica positiva a la serie, quien la resumió como un "drama cuidadosamente diseñado con personalidades que preocuparse". El sitio web de agregadores críticos Metacritic otorgó a la serie una puntuación de 79, lo que indica "críticas generalmente favorables".

## Personal destacado

### EMCC
- Buddy Stephens (entrenador en jefe)
- Brittany Wagner (asesora académica)
- Marcus Wood (coordinador ofensivo)
- Davern Williams (entrenador de línea defensiva)
- Ed Holly (coordinador defensivo, temporada 2)
- Clint Trickett (entrenador de mariscales de campo)
- Cade Wilkerson (entrenador de corredores)

### ICC
- Jason Brown (entrenador en jefe)
- Jason Martin (coordinador defensivo, entrenador de secundaria)
- Kiyoshi Harris (coordinador ofensivo, entrenador de línea ofensiva)
- Frank Díaz (entrenador de mariscales de campo)
- Raechal Martin (entrenador atlético jefe)
- Tammy Geldenhuys (directora atlética)
- Latonya Pinkard (profesora de inglés, profesora asociada)
- Mark Harris (profesor de sociología)
- Heather Mydosh (profesora de inglés)
- Daniel Barwick (presidente)
- Jeff Carpenter (voz de los piratas)

### Laney
- John Beam (entrenador en jefe, director atlético)
- Josh Ramos (coordinador defensivo, entrenador en jefe asistente)
- Jeff Haagenson (coordinador ofensivo)
- Kevin Evans (entrenador de línea ofensiva)
- Bryan Coughlan (entrenador de línea defensiva)
- Rob Crowley (entrenador de mariscales de campo)
- Adam Robinson (entrenador de receptores abiertos)
- Derrick Gardner (entrenador de esquineros)
- Rick Becker (entrenador de atletismo)

## Jugadores
| Player               | Position | Transfer in   | Transfer out      | Notes |
| -------------------- | -------- | ------------- | ----------------- | --- |
| John Franklin III    | QB       | Florida State | Auburn            | Franklin fue agregado oficialmente a la lista de fútbol americano de Auburn en 2016 y jugó con moderación en su primera temporada The Plains, registrando un touchdown de pase y dos touchdowns apresurados mientras respaldaba al abridor Sean White. En agosto de 2017, se transfirió a Florida Atlantic University como receptor amplio. Después de no ser seleccionado en el Draft de la NFL de 2018, Franklin firmó con los Chicago Bears como defensa. Pasó la temporada 2018 en el equipo de práctica de los Bears, y finalmente fue renunciado en agosto de 2019. En noviembre, firmó con el equipo de práctica de Tampa Bay Buccaneers y ascendió a la lista activa un mes después, haciendo su debut en la NFL en una derrota de la semana 17 antes los Atlanta Falcons. |
| Wyatt Roberts        | QB       | —             | Mississippi State | En el programa, Roberts menciona que si no llegan grandes ofertas, se contentará con pasar al estado de Mississippi, donde asistiría cómo estudiante y no sin cita previa al equipo de fútbol. Fiel a su palabra, Roberts no llegó al estado de Mississippi. Sin embargo, después de que un mariscal de campo se transfiriera fuera del equipo, el entrenador en jefe Dan Mullen se acercó a Wyatt, quien luego se acerco al equipo. |
| Dacorius (D. J.) Law | RB       | —             | UAB               | Law fue admitido oficialmente en la UAB después de que se proporcionara la autorización final el 30 de agosto de 2016 Luchando con académicos y una rodilla lesionada, no jugó para la UAB y dejó el equipo en mayo de 2017. |
| Allenzae Staggers    | WR       | —             | Southern Miss     | Staggers se unió al equipo de fútbol Southern Miss después de la culminación de su año junior en EMCC. En su primera temporada con los Golden Eagles, lideró al equipo en yardas receptoras con 1165, y agregó 7 touchdowns, y fue colocado en la Lista de Vigilancia de Biletnikoff. También tuvo récord del equipo de 292 yardas receptoras en un solo partido. Después de la temporada 2018, Staggers fue invitado al minicampamento de los Washington Redskins. Fue renunciado el 27 de agosto. |
| Ronald Ollie         | DT       | —             | Nicholls State    | Jugó un año en Nicholls State y tuvo 41 tácales, dos capturas y u touchdown. Luego se fue, diciendo que quería jugar a un nivel superior, pero regresó a principio de 2018. ollie fue invitado a hacer ejercicios para los New Orleans Saints en preparación para temporada2019 de la NFL. Aunque no fue reclutado, Ollie fue invitado al minicampamento de novatos de los Oakland Raiders y firmó con el equipo poco después. Fue cortado durante la pretemporada. Actualmente está en la lista de los Toronto Argonauts de la Liga Canadiense de Fútbol. |
| Marcel Andry         | DT       | —             | Nicholls State    | Andry jugó 10 partidos en su primera temporada con los Colonels y tuvo 17 tácales. Jugó los 12 partidos de su temporada senior mientras comenzaba uno. Después de quedarse sin elegibilidad, Andry se quedó en Nicholls State como asistente de posgrado y más tarde fue ascendido a entrenador de línea defensiva. |
| Gary McCrae          | LB       | —             | Louisville        | McCrae solo apareció en dos partidos en Louisville (contra Charlotte y Carolina del Norte), y no registró ninguna estadística. No fue mucho mejor para él en 2017, ya que registró cuatro tácales en tiempo de juego limitado, la mayoría de ellos en equipos especiales. Jugó dos partidos en 2018 antes de lesionarse el hombro contra el estado de Indiana, perdiéndose el resto de la temporada. Está listado como estudiante de posgrado en la lista de Louisville de 2019. |
| James Davis          | OL       | —             | UAB               | |
| Isaiah Wright        | RB       | —             | West Georgia      | Firmado por Auburn en 2016, pero nunca asistió. Comprometido con Georgia Occidental en 2017 y asistió a entrenamientos de primavera, pero nunca jugó para ellos, y en agosto de 2017 se anunció que dejaría el equipo. El 13 de septiembre de 2017, Wright fue acusado de homicidio criminal relacionado con un apuñalamiento fatal en Tennessee en julio. |
| C. J. Reavis         | S        | Virginia Tech | Marshall          | Después de terminar su carrera universitaria en Marshall, Reavis firmó con los Jacksonville Jaguars como agente libre no reclutado e hizo la lista activa del equipo durante la temporada 2018. Se convirtió en el primer jugador del programa en aparecer en un partido de la NFL después de su debut el 2 de diciembre de 2018 contra los Indianapolis Colts. |

| Jugador              | Posición | Transferencia     | Trasferencia          | Notas |
| -------------------- | -------- | ----------------- | --------------------- | --- |
| DeAndre Johnson      | QB       | Estado de Florida | Atlántico de Florida  | Después de estar fuera de la temporada 2017 debido a coágulos de sangre en su brazo, Johnson compitió con la transferencia de Oklahoma, Chris Robison, por la posición de mariscal de campo titular. Después de no ser titular para FAU, Johnson se transfirió a Texas Southern en 2019. |
| Isaiah Wright        | RB       | -                 | Georgia occidental    | Wright participó en el fútbol de primavera en WGU pero dejó la escuela antes de que comenzara la temporada. Fue arrestado por homicidio criminal en septiembre de 2017 El 8 de noviembre de 2017, se desestimaron los cargos contra su hermano Camion, que también aparece en Last Chance U. El 8 de agosto de 2018, Wright se declaró culpable de facilitar el robo con agravantes a cambio de que se retirara su cargo de homicidio criminal. Recibió crédito por el tiempo cumplido y fue sentenciado a cinco años de libertad condicional supervisada. Durante 2019, Wright se unió a Alcoa Alloys de la Liga Independiente de Fútbol Americano. |
| Ríos Chauncey        | DL       | Georgia           | Estado de Mississippi | Rivers se vistió de rojo para la temporada 2017 debido a la inelegibilidad académica. Durante la temporada 2018, Rivers tuvo 2.5 capturas y 24 tacleadas para los Bulldogs. Después de la temporada 2019 en la que tuvo 5.0 capturas y 40 tacleadas, Rivers fue incluido en el equipo de fútbol All-SEC 2019. En abril de 2020, los Baltimore Ravens firmaron a Rivers como agente libre no reclutado. |
| Dakota Allen         | LB       | Texas Tech        | Texas Tech            | Tuvo una gran temporada junior en 2017, con 92 tacleadas, 12 tacleadas para perder y seis pérdidas de balón forzadas. Nombrado All-Big 12 por Pro Football Focus y el segundo equipo All-Big 12 por entrenadores y medios. Allen fue invitado oficialmente al NFL Scouting Combine en 2019. Fue seleccionado por Los Angeles Rams en la séptima ronda del Draft de la NFL 2019 y se convirtió en el primer jugador del programa en ser elegido en el Draft de la NFL. Firmó un contrato con los Rams el 7 de junio de 2019 Los Oakland Raiders lo firmaron fuera del equipo de práctica de los Rams en septiembre e hizo su debut en la NFL el mes siguiente. Sin embargo, fue despedido a fines de mes y regresó al equipo de práctica de los Rams nuevamente en noviembre, dejando una segunda vez para firmar con los Jacksonville Jaguars en diciembre. |
| Kamonte "Kam" Carter | DL       | Penn State        | Pittsburgh            | Jugó con moderación en Pitt y, en enero de 2018, anunció que se transfería. Finalmente, fue transferido a Duquesne para la temporada 2018 y 2019, donde formó parte del primer equipo All-NEC en ambas temporadas. |
| Tim Bonner           | DL       | Louisville        | Atlántico de Florida  | Se unió a los BC Lions de la Canadian Football League. |
| Ezequiel Rose        | DL       | -                 | Virginia del Oeste    | |
| Vijay Miller         | QB       | -                 | -                     | También jugó béisbol en EMCC como lanzador y fue seleccionado en la 14a ronda del Draft de la MLB 2017 por los Padres de San Diego. Después de lanzar para los Padres de la Liga de Arizona durante el verano, Miller regresó a EMCC para la temporada 2018. |

| Jugador          | Posición | Transferencia     | Trasferencia         | Notas |
| ---------------- | -------- | ----------------- | -------------------- | --- |
| Malik Henry      | QB       | Estado de Florida | Nevada               | Henry no recibió una oferta de una escuela de conferencias Power Five y fue incluido en la lista de fútbol de la ICC 2018. Anunció en enero de 2019 que estaría caminando en Nevada. Comenzó dos juegos y luego dejó la escuela. Más tarde se unió a los Frisco Fighters en la Liga de fútbol sala. |
| Rakeem Boyd      | RB       | Texas A&amp;M     | Arkansas             | Corrió para 2,176 yardas y 13 touchdowns durante su carrera en Arkansas. |
| Kerry Buckmaster | OL       | Ventura College   | Lindenwood           | Posteriormente se trasladó a West Texas A&amp;M. Deje el fútbol en marzo de 2019. |
| Kingston Davis   | RB       | Michigan          | UAB                  | Separado del equipo tras un arresto. Posteriormente se trasladó a Lane College. |
| Carlos Thompson  | WR       | Texas Tech        | Oeste de Misuri      | Decidió renunciar a su temporada senior y se declaró para el Draft de la NFL 2019. |
| Emmit Gooden     | DL       | -                 | Tennessee            | Expulsado del equipo tras un arresto por agresión doméstica |
| Calvin Jackson   | WR       | -                 | Estado de Washington | |
| Keith Williams   | OL       | -                 | Estado de Colorado   | |
| Delrick Abrams   | DB       | -                 | Colorado             | |

| Jugador          | Posición | Transferencia | Trasferencia       | Notas |  |
| ---------------- | -------- | ------------- | ------------------ | --- |  |
| Jay Jones        | QB       | Georgia Tech  |                    | |  |
| Chase Hildreth   | QB       | -             | Estado de Texas    | |  |
| Markiese King    | WR       | -             | Lamar              | King firmó una Carta Nacional de Intención para jugar en Lamar, pero se retiró de Independence antes de graduarse, lo que lo hizo inelegible para jugar fútbol americano universitario de la División I. Posteriormente se inscribió en el centro de Oklahoma |  |
| Jermaine Johnson | DL       | -             | Georgia            | Jugó dos temporadas antes de transferirse al estado de Florida |  |
| Bobby Bruce      | S        | -             | Manatí Neptuno     | Un estudiante denunció el robo de 250 dólares de su dormitorio. Bruce fue visto en video entrando a la habitación con otras dos personas y saliendo con una bolsa llena en la mano, que no había tenido con él al entrar a la habitación. Bruce fue retirado del equipo de fútbol. Posteriormente, firmó para jugar fútbol en la arena para el Manatee Neptunes de la A-League. En febrero de 2020, fue arrestado por posesión de cocaína. |  |
| Kailon Davis     | DL       | -             | Estado de Arkansas | Médicamente retirado del fútbol en 2021, luego se unió a los Leones de Oro de Arkansas – Pine Bluff |  |
| Chance Main      | DL       | -             | Verbo encarnado    | |  |

| Dior Walker-Scott | WR | - | Hawai            | Preferido sin cita en 2020. Obtuvo una beca completa en 2021. |    |   |          |  |   |
| RJ Stern          | WR | - |                  | Retirado de Tusculum                                          |    |   |          |  |   |
| Día'Marr Johnson  | WR | - | Merritt          |                                                               |    |   |          |  |   |
| Nu'u Taugavau     | OL | - | Estado de Murray |                                                               |    |   |          |  |   |
| Ryan Mackey       | QB | - |                  | Regresó a Laney College para la temporada 2020-21             |    |   |          |  |   |
| Kentrell Pierce   | DB | - | Lincoln (PA)     |                                                               |    |   |          |  |   |
| Rejzohn Wright    | DB | - | Estado de Oregon |                                                               |    |   |          |  |   |
| Keyshawn Ashford  | RB | - | Estribaciones    |                                                               |    |   |          |  |   |
| Alex Gonsalves    | RB |   | -                | Nubel Feliz Yan                                               | RB | - | Invitado |  | - |

## Equipo
- Benjamín Cotner - productor ejecutivo
- Edgar Doumerc - departamento de sonido
- Joe Labracio - productor ejecutivo
- Adam Leibowitz - productor
- Lisa Nishimura - productor ejecutivo
- Amanecer Ostroff - productor ejecutivo
- Adam Ridley - productor, director, editor
- Jihan Robinson - productor ejecutivo
- James D. Stern - productor ejecutivo
- Lucas Smith - productor ejecutivo
- Greg Whiteley - director, productor ejecutivo
- Sam Young - departamento de sonido
- Yuri Tománek - música original
- José Minadeo - música original

## Last Chance U: Basketball(serie derivada)
El 10 de marzo de 2021, Last Chance U: Basketball se estrenó en Netflix, introduciendo un nuevo deporte para la galardonada serie documental a seguir. La primera temporada de ocho episodios explora el programa de baloncesto en East Los Angeles College, que cuenta con un equipo universitario junior una vez vacilante que se ha convertido en un contendiente al título bajo el entrenador en jefe John Mosley. A través de sus fuertes convicciones, el entrenador Mosley lidera a hombres jóvenes que esperan desarrollar su principal potencial universitario. El 10 de septiembre de 2021, la serie fue renovada para una segunda temporada.

### Sinopsis
Mosley Hoskies disfrutó de su mejor temporada en la historia del ELAC durante la temporada 2019-20. El equipo tenía sus ojos puestos en el Título Estatal de la CCCAA, entrando en el Torneo de Campeonato con un mejor récord de 29-1 del programa mientras estaba calificado como el segundo mejor equipo del estado. Sin embargo, su temporada fue cancelada debido a la pandemia de coronavirus.
| Date            | Opponent          | Notes                                            | Site                                 | Result    |
| --------------- | ----------------- | ------------------------------------------------ | ------------------------------------ | --------- |
| 1 de noviembre  | Oxnard            | COC Tournament Event from 11/1-11/2              | Oxnard                               | W 120-68  |
| 2 de noviembre  | Cuyamaca          | COC Tournament Event from 11/1-11/2              | Oxnard College                       | W 71-40   |
| 9 de noviembre  | Arizona Mesa      |                                                  | Arizona Mesa                         | W 78-72   |
| 15 de noviembre | Grossmont         | Hunter Classic Event from 11/15-11/17            | San Bernardino                       | W 98-63   |
| 16 de noviembre | Copper Mountain   | San Bernardino Tournament Event from 11/15-11/17 | San Bernardino                       | L 78-76   |
| 17 de noviembre | Antelope Valley   | SBVC Tournament Event from 11/15-11/17           | San Bernardino                       | W 89-85   |
| 27 de noviembre | Santa Monica      |                                                  | Santa Monica                         | W 87-82   |
| 4 de diciembre  | Mt. San Jacinto   | RCC Holiday Tournament                           | Wheelock Gym, Riverside City College | W 70-61   |
| 5 de diciembre  | Riverside         | AHF Riverside Classic                            | Riverside                            | W 79-73   |
| 7 de diciembre  | Copper Mountain   | Riverside Classic                                | Wheelock Gym, Riverside City College | W 86-69   |
| 14 de diciembre | Cerritos          |                                                  | ELAC                                 | W 57-51   |
| 18 de diciembre | Citrus            |                                                  | ELAC                                 | W 77-69   |
| 28 de diciembre | San Diego Miramar | Cuyamaca Classic                                 | Cuyamaca College                     | W 73-62   |
| 29 de diciembre | Cuyamaca          | Cuyamaca Classic                                 | Cuyamaca                             | W 69-42   |
| 30 de diciembre | Southwestern      | Cuyamaca Classic                                 | Cuyamaca College                     | W 93-74   |
| 3 de enero      | El Camino         |                                                  | El Camino                            | W 126-81  |
| 8 de enero      | LA Southwest      |                                                  | ELAC                                 | W 85-72   |
| 10 de enero     | LA Harbor         |                                                  | LA Harbor                            | W 82-68   |
| 15 de enero     | Compton           |                                                  | Compton                              | W 93-82   |
| 17 de enero     | Long Beach        |                                                  | ELAC                                 | W 83-68   |
| 22 de enero     | LA Trade Tech     |                                                  | ELAC                                 | W 98-77   |
| 29 de enero     | Pasadena City     | SCC North                                        | ELAC                                 | W 102-72  |
| 31 de enero     | Mt. San Antonio   |                                                  | Mt. San Antonio                      | W 90-80   |
| 5 de febrero    | Rio Hondo         |                                                  | ELAC                                 | W 107-79  |
| 7 de febrero    | LA Trade Tech     |                                                  | LA Trade Tech                        | W 94-59   |
| 14 de febrero   | Pasadena City     | SCC North                                        | Pasadena City                        | W 86-78   |
| 19 de febrero   | Mt. San Antonio   |                                                  | ELAC                                 | W 97-69   |
| 21 de febrero   | Rio Hondo         |                                                  | Rio Hondo                            | W 109-86  |
| 29 de febrero   | Saddleback        | Southern California Regional, Round 2            | ELAC                                 | W 69-53   |
| 7 de marzo      | Allan Hancock     | Southern California Regional Final               | ELAC                                 | W 68-65   |
| 13 de marzo     | Santa Rosa        | CCCAA Championship, Quarterfinals                | West Hills Lemoore College           | Cancelled |

### Personal destacado

#### ELAC
- John Mosley (entrenador en jefe)
- Kenneth Hunter (entrenador asistente)
- Frankie Aguilar (Entrenador asistente)
- Robert Robinson (entrenador asistente)
- Eric Guzman (Director del equipo)
- Bianca Lopez (Directora del equipo)

### Jugadores
| Jugador         | Posición       | Transferencia | Trasferencia         | Notas |
| --------------- | -------------- | ------------- | -------------------- | --- |
| Joe Hampton     | Hacia adelante | Penn State    | Estado de Long Beach | Después de una lucha de cuatro años, Hampton finalmente regresó al baloncesto de la División I en la Universidad de Long Beach. Promedió 10,3 puntos y 4,1 rebotes durante la temporada 2020-2021. |
| Deshaun Highler | Guardia        | UTEP          | Estado de Sacramento | Highler se transfirió a la Universidad Estatal de Sacramento, donde promedió 5.0 puntos por juego para la temporada 2020-2021.                                                                     |
| Malik Muhammad  | Hacia adelante | -             | Michigan central     | Muhammad terminó en la Universidad Central de Michigan, con un promedio de poco más de 20 minutos y 5.5 puntos por juego en la temporada 2020-2021.                                                |
| KJ Allen        | Hacia adelante | -             | Texas Tech           | Allen se comprometió con la USC pero luego se retiró y se comprometió con Texas Tech. |
| LJ Zeigler      | Guardia        | -             | Estado de Chicago    | Zeigler ganó algo de tiempo de juego en la Universidad Estatal de Chicago antes de que su temporada fuera cancelada una vez más debido a la pandemia.                                              |